# Esomeprazol
Esomeprazol ist ein Arzneistoff aus der Gruppe der Protonenpumpenhemmer, der in der Medizin unter anderem zur Behandlung von Magen- und Zwölffingerdarmgeschwüren sowie bei Refluxösophagitis (einer entzündlichen Erkrankung der Speiseröhre) eingesetzt wird. Esomeprazol ist im deutschsprachigen Raum (Deutschland, Österreich, Schweiz) unter dem Handelsnamen Nexium von der Firma Astra (heute AstraZeneca) auf den Markt gebracht worden. Im asiatischen Bereich erfolgte die Vermarktung durch Daiichi-Sankyo. Inzwischen sind auch mehrere Generika verfügbar.

## Wirkungsmechanismus
Grundsätzlich wirkt Esomeprazol wie das racemische Omeprazol. Gegenüber dem Racemat ist die Wirkung verstärkt, wobei sich diese Verstärkung durch eine etwas geringere Metabolisierungsrate und damit verlängerte Verfügbarkeit ergibt, während die beiden Enantiomere von Omeprazol selbst keine unterschiedliche Wirksamkeit haben.

## Chemische und pharmazeutische Informationen
Esomeprazol ist das (S)-Enantiomer von Omeprazol (siehe dort) und wird wie dieses in Form magensaftresistenter Tabletten oder als Infusion angewendet.
In Fertigarzneimitteln kommen sowohl das Natriumsalz als auch das Magnesiumsalz (als Anhydrat, Dihydrat oder Trihydrat) zum Einsatz.
Als weitere Salze sind das Strontiumsalz (Anhydrat oder Hydrat) beschrieben.
In den USA wurde Esomeprazol im März 2014 in einer 20-mg-Retardformulierung für die rezeptfreie Anwendung zugelassen. Einen Wechsel in der Verkaufsabgrenzung nennt man in der Pharmaindustrie „Switch“. In Deutschland ist der Wirkstoff seit August 2014 zur Behandlung von Sodbrennen und saurem Aufstoßen in einer Einzeldosis von 20 mg und in einer Tageshöchstdosis von 20 mg für eine maximale Anwendungsdauer von 14 Tagen und in einer maximalen Packungsgröße von 280 mg verschreibungsfrei erhältlich. Vorangegangen war die EU-weite Zulassung eines entsprechenden rezeptfreien Präparates. In größeren Packungen, höheren Dosierungen und anderen Anwendungsgebieten bleibt Esomeprazol weiterhin verschreibungspflichtig.

## Handelsnamen
Monopräparate: Esomep, Nexium, Durotiv
Kombipräparate: Vimovo (enthält neben Esomeprazol das Schmerzmittel Naproxen)